# Kurt Armbruster
Kurt Armbruster, né le 16 septembre 1934 à Zurich et mort le 14 mars 2019, est un joueur de football international suisse, qui évolue au poste de milieu de terrain.

## Biographie

### Carrière en club
Avec le club du Lausanne-Sport, il remporte un championnat de Suisse et deux Coupes de Suisse.
En Coupe d'Europe des clubs champions, il dispute un match face au Sparta Prague en 1965. Il est également quart de finaliste de la Coupe d'Europe des vainqueurs de coupe lors de cette même année.

### Carrière en sélection
Avec l'équipe de Suisse, il joue 6 matchs, sans inscrire de but, entre 1963 et 1967. 
Il joue son premier match en équipe nationale le 13 janvier 1963 contre le Maroc, et son dernier le 5 janvier 1967 face au Mexique.
Il figure dans le groupe des sélectionnés lors de la Coupe du monde de 1966. Lors du mondial organisé en Angleterre, il joue deux matchs : contre l'Espagne et l'Argentine.
Kurt Armbruster meurt le 14 mars 2019,.

## Palmarès
Il est champion de Suisse en 1965 avec le Lausanne-Sport. Il remporte également la coupe de Suisse à deux reprises en 1962 et 1964 avant de s'incliner en finale en 1967.